# Neolucanus svenjae
Neolucanus svenjae es una especie de coleóptero de la familia Lucanidae.

## Distribución geográfica
Habita en el Tíbet (China).